# SST Records
SST Records je nezávislé hudební vydavatelství založené v roce 1978 v kalifornském Long Beach. Jejím zakladatelem byl Greg Ginn, zpěvák a kytarista skupiny Black Flag. Toto vydavatelství bývá považováno za jedno z klíčových nezávislých vydavatelství 80. let 20. století, jelikož vydalo řadu alb, které určovaly ráz tehdejší především rockové nezávislé hudební scény. Mezi skupiny, které pod tímto vydavatelstvím vydávaly alba, patřily např. Meat Puppets, Hüsker Dü, Sonic Youth, Dinosaur Jr, Screaming Trees atd.